# Hovaness 'Johnny' Hagopian
Hovaness 'Johnny' Hagopian (parfois connu sous le nom de John Hagopian) est un compositeur, arrangeur et musicien (en particulier guitariste) québécois.

## Biographie
Hovaness 'Johnny' Hagopian compose des musiques pour de nombreux artistes québécois. Pour Nicole Martin, il compose deux des chansons de son album "L'Hymne à l'amour" paru en 1976 : "Quand j’entends cette musique" sur un texte d'Yves Martin et "Avez-vous vu mon chum ?" sur des paroles de Luc Plamondon. En 1979, il compose de nouveau pour Nicole Martin. Six des chansons de l'album "Laisse-moi partir" sont signées par lui (en collaboration avec le compositeur Angelo Finaldi) dont la chanson titre du disque ("Laisse-moi partir") ainsi que "Tu donnes et je prends", "Liberté", "Qu’est-ce qu’on va faire ?", "Où aller ?" et "Tendrement, doucement". Plus tard, il signe encore pour Nicole Martin le grand succès "Tout seul au monde", en collaboration avec Yves Martin et Angelo Finaldi, sur un texte de Pierre Létourneau. Bien des années plus tard, à l'automne 2011, le soir du gala de la SOCAN, la chanson "Laisse-moi partir" est intronisée au Panthéon des Classiques de la SOCAN pour avoir été diffusée plus de 25 000 fois à la radio.
Hagopian travaille aussi pour d'autres artistes. En 1973, avec l'auteur Pierre Bourgault à l'écriture des paroles, il compose plusieurs titres pour le chanteur Steve Fiset dont "Blanc-Sablon", "L'exil", "Bordeaux", "Les jardins mouillés" et "Ne pas mourir". Avec le compositeur Angelo Finaldi, il compose de nombreux titres pour Boule Noire (Georges Thurston) entre 1978 et 1980. Parmi les chansons les plus importantes, on retient "Il me faut une femme" sur un texte de Pierre Létourneau, puis "J'ai besoin d'amour", "Discomania", "Veux-tu danser ?", "Haïti" et "On est si bien", toutes sur des paroles de Thurston lui-même. Puis, sur un texte de Luc Plamondon, il compose en 1982 la chanson "Goodbye Rocky" pour Diane Dufresne, toujours avec la complicité du compositeur Angelo Finaldi. Sa fille Naila naît le 22 novembre 1986. En 1988, le chanteur Mario Pelchat fait un retour au disque après quelques années d'absence. Pour ce faire, l'artiste fait appel à Hovaness 'Johnny' Hagopian qui lui compose plusieurs chansons en collaboration avec son ami Angelo Finaldi. Sur des textes de Pelchat lui-même, les titres "Ailleurs" et "Reste-là" connaissent le succès et permettent au chanteur d'effectuer un retour réussi au sein du showbiz québécois.
Hagopian est l'un des musiciens du rocker québécois Michel Pagliaro pendant plusieurs années. Au début des années soixante-dix, il forme un groupe avec deux autres musiciens, Derek Kendrick et Jack 'Geisinger' August, groupe qui travaille auprès de Pagliaro avant de voler de ses propres ailes en 1973. Le band, qui porte le nom de Moonquake, lance un album dans lequel Hagopian se fait à la fois guitariste et chanteur (le disque "Moonquake"). Le trio lance encore deux autres albums ("Remember" en 1974 et "Star Struck" en 1975) avant de se séparer en 1976. Il travaille aussi auprès d'Ovila Blais sur son album "Pass'moé un Québec" en 1976 ainsi qu'avec Nanette Workman et son frère Billy Workman ("Boogie Home"). Au Canada anglais, il compose "Gimme Love" pour le groupe rock April Wine. Dans les années 1980, on le retrouve comme guitariste, choriste et arrangeur musical pour Martine St-Clair ("Oublie-moi", "Tout va trop vite", etc.).

## Discographie
- 1973 : Ne pas... ne pas / C'est peut-être la vérité
- 1973 : Moonquake
- 1974 : Harlem Song / Instrumental (45 tours)
- 1974 : Remember
- 1975 : Shami Sha / Je suis ton amoureux (45 tours)
- 1975 : Star Struck